# Distichium capillaceum
Distichium capillaceum là một loài rêu trong họ Ditrichaceae. Loài này được Hedw. Bruch & Schimp. mô tả khoa học đầu tiên năm 1846.

## Hình ảnh

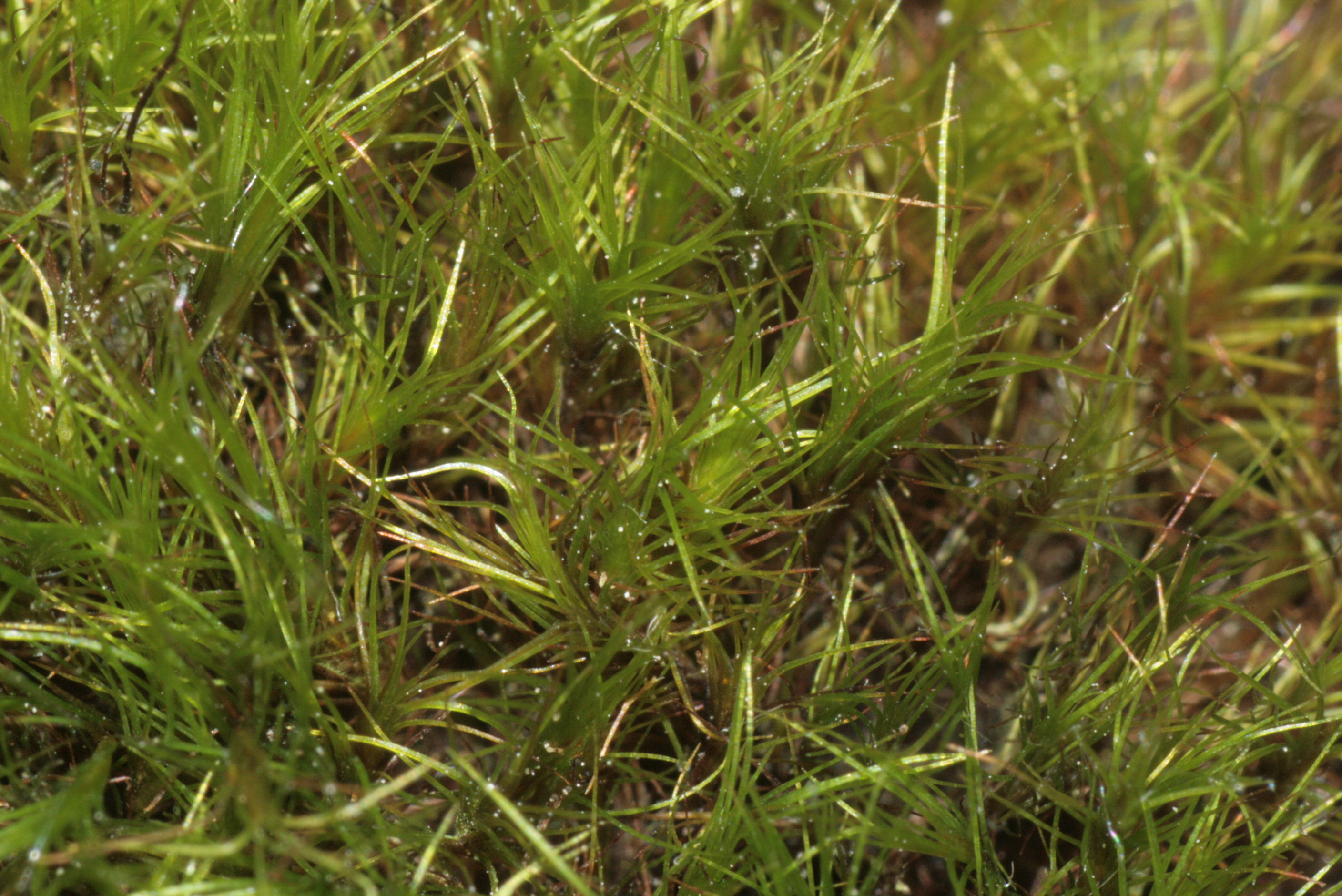
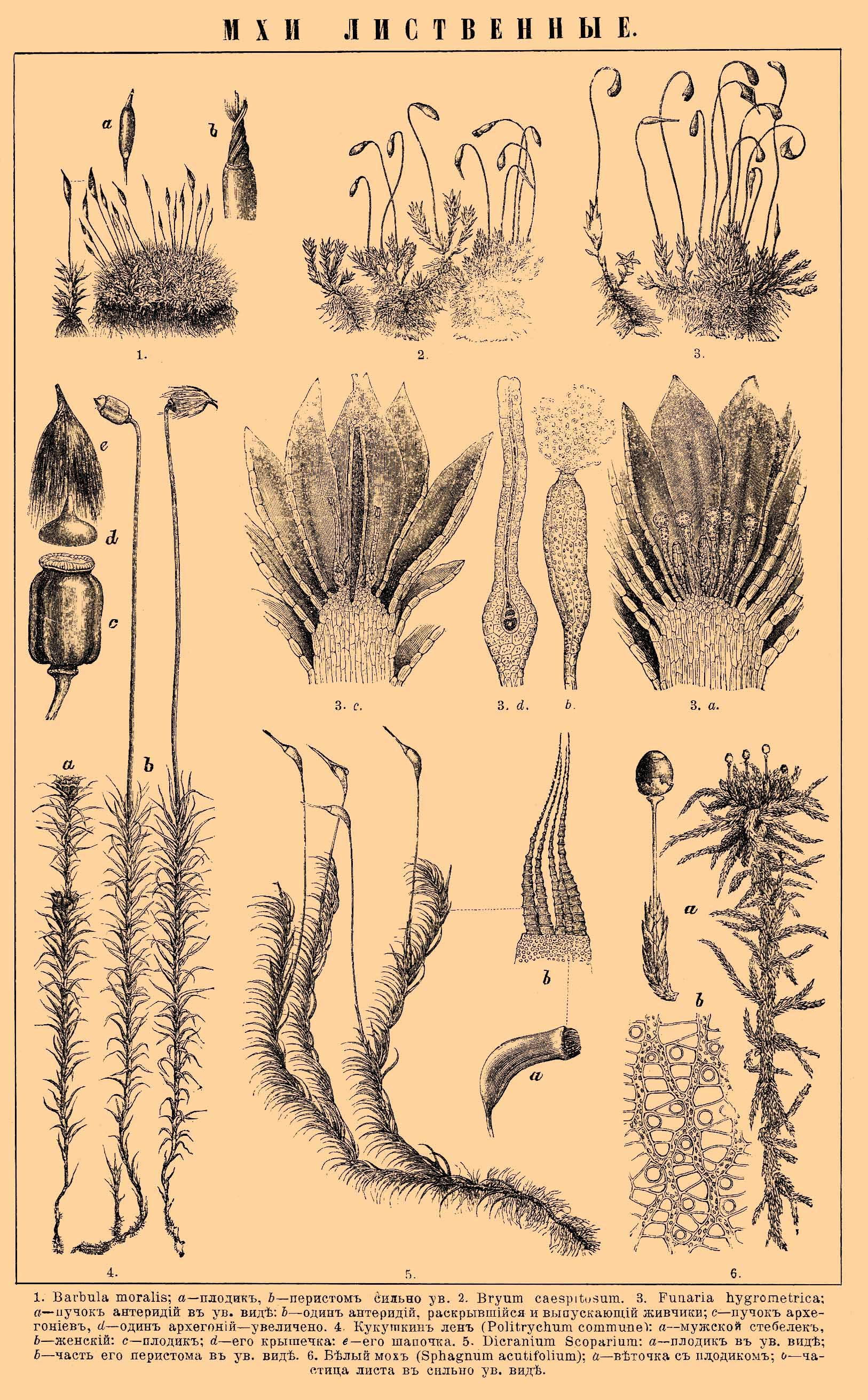
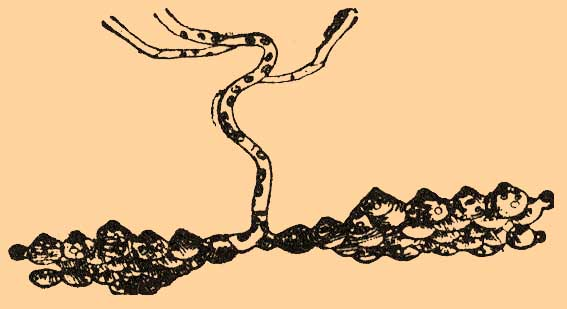